# Cestrum fulvescens
Cestrum fulvescens är en potatisväxtart som beskrevs av Merritt Lyndon Fernald. Cestrum fulvescens ingår i släktet Cestrum och familjen potatisväxter. Inga underarter finns listade i Catalogue of Life.